# Patrick Notthoff
Patrick Notthoff (* 26. Februar 1966 in Oberhausen) ist ein ehemaliger deutscher Fußballspieler und -trainer.

## Karriere
Der Abwehrspieler gehörte von 1984 bis 1994 dem MSV Duisburg an, dessen Kapitän er in 38 seiner 56 Spiele in der Fußball-Bundesliga war. Auch nach dem Absturz der Duisburger in die Drittklassigkeit, wo der MSV von 1986 bis 1989 spielte, blieb Notthoff dem Verein treu und führte den Klub zurück in den Profifußball. Nach der Bundesligasaison 1993/94 wechselte er für ein Jahr zur SG Wattenscheid 09, bevor er sich 1995 für drei Jahre dem SC Verl anschloss. Ab 1998 spielte Notthoff drei Jahre lang für Schwarz-Weiß Essen in der Fußball-Oberliga Nordrhein, bevor er für weitere zehn Jahre Trainer der zweiten Mannschaft des Vereins wurde. Mit dieser gelang ihm 2004 der Aufstieg von der Kreis- in die Bezirksliga. Zweimal verpasste das Team den Sprung die Landesliga knapp. Nebenbei war Notthoff zeitweise auch Co-Trainer und Torwarttrainer der ersten Mannschaft. Sein älterer Bruder Pascal war ebenfalls Fußballspieler.
Eine Zeitlang arbeitete Notthoff an der Seite von Christian Dondera im Reha-Zentrum in Oberhausen als Reha-Trainer.

## Titel / Erfolge
- Deutscher Fußball-Amateurmeister 1987
- Aufstieg in die 1. Bundesliga 1991 und 1993